# Truck Trial

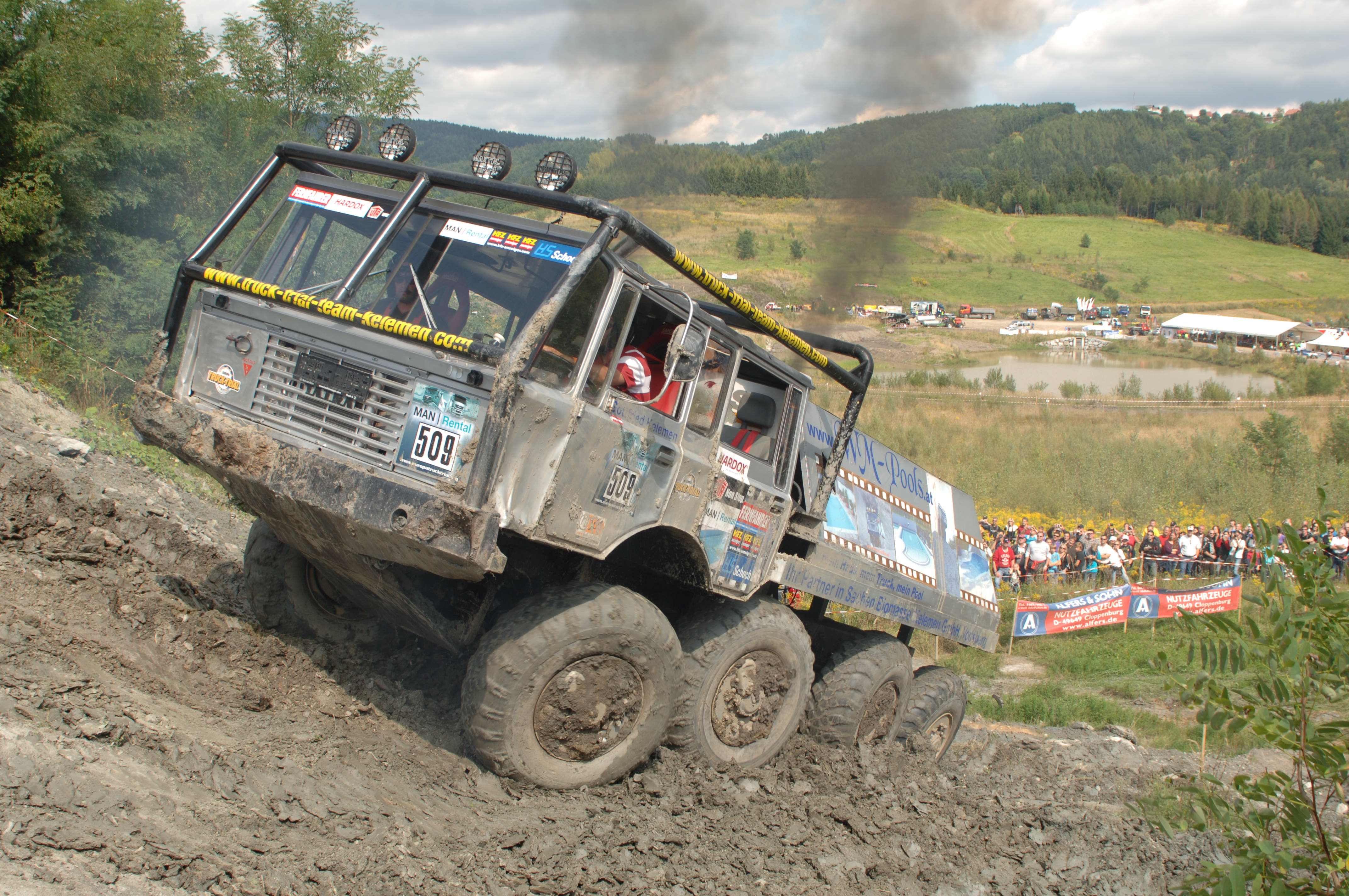
Für Trial modifizierter Tatra 813 bei einem Wettbewerb

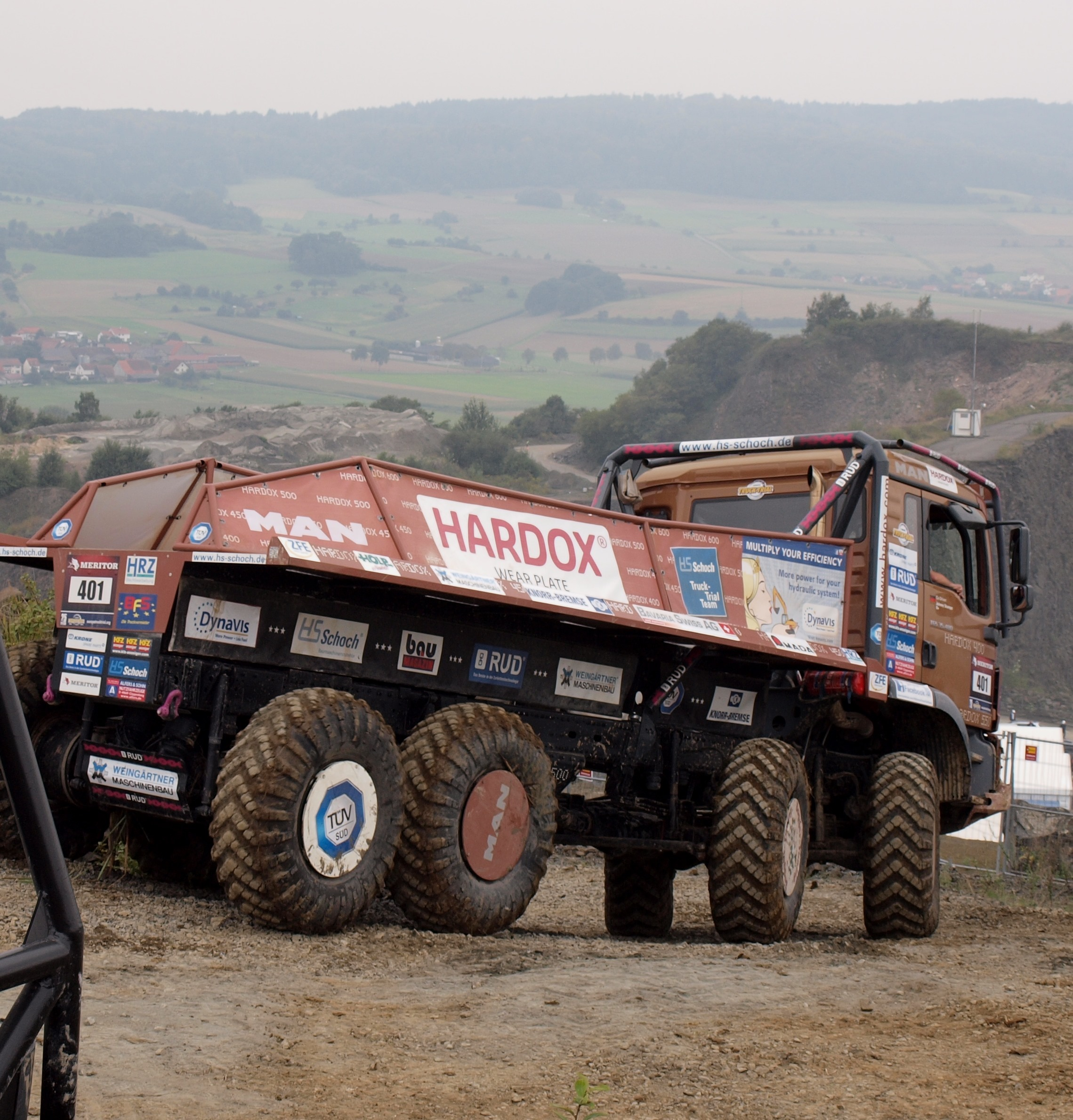
Das HS-Schoch Hardox Truck Team, mehrfacher Europameister, nach dem Wettbewerb auf dem Gelände der steinexpo 2014

Beim Truck Trial handelt es sich um eine Motorsportart, bei denen die Fahrer von sehr geländegängigen Lastkraftwagen (in der Regel solchen mit Allradantrieb) zwischen die gesteckten Eckfahnen (Tore) durch viel Geschick und Können in extrem unwegsamen Gelände (mit Steilhängen, Felsen etc.) das Ziel möglichst fehlerfrei erreichen müssen. Es handelt sich daher eher um einen Geschicklichkeitswettbewerb als im Vergleich zu solchen Motorsportveranstaltungen, die ausschließlich nach Rundenzeiten bewertet werden (wer als erster das Ziel erreicht, hat gewonnen). Die Trial-Motorsportart ist in den 1950er Jahren in England entstanden, der Lkw-/Truck Trial-Wettbewerb begann in den 1980er Jahren. Bei der Internationalen Truck Trial Meisterschaft (ITTM) wird seit 2012 in fünf Seriennahen (S1-S5) und zwei Prototypenklassen (P1-P2) gefahren. Beim Europa Truck Trial gibt es insgesamt drei Seriennahe Kategorien (2- bis 4-Achser) sowie eine einzige Prototypenkategorie. Bis 2011 gab es bei dem ETTM wie auch in der ITTM die Seriennahen Klassen S1-S5 sowie die 2 Prototypenklassen P1 und P2.

## Truck-Trial-Serien in Deutschland
Zurzeit gibt es in Deutschland zwei Truck Trial Serien, das sind zum einen der Europa Truck Trail und die Internationale Truck Trial Meisterschaft.

Seit dem Jahr 2020 fährt in Deutschland das erste Team (FahlbuschMogSport – FaMoS) mit einem auf einen Elektromotor Umgebauten Unimog bei den Truck Trial Meisterschaften mit und wurde in dem ersten Jahr nach Corona auch gleich Meister in der Klasse S1 der Internationalen Truck Trial Meisterschaft.

### Europa Truck Trial
Der Europa Truck Trial ist eine Veranstaltung der OVS GMBH Organisation von Sportveranstaltungen. Diese stellt seit dem Jahr 2011 auch eine kleine Serie – den Nationen Cup. Das setzte sich jedoch nicht durch. Im Jahr 2012 wurden die Prototypklassen P1 und P2 zusammengelegt zur Klasse Prototyp. Seit 2013 wird nicht mehr in Klassen, sondern in Kategorien gefahren. So gibt es seit 2013 nur noch die Kategorie 2-Achser, 3-Achser, 4-Achser und Prototyp.

#### Europameister Ehrentafel
|      | P1                                   | P2                              | S1                                      | S2                                      | S3                                        | S4                              | S5                                      |
| ---- | ------------------------------------ | ------------------------------- | --------------------------------------- | --------------------------------------- | ----------------------------------------- | ------------------------------- | --------------------------------------- |
| 1991 | Werny - Böhm                         | Kakrda - Král LIAZ 111.154 D    | Bormann - Bormann Mercedes-Benz         | Ribault - Piet Renault                  | ---------                                 | Paul - Krüger MAN               | ---------                               |
| 1992 | Strasser - Garuzzi                   | Kakrda - Birke LIAZ 111.154 D   | Bormann - Bormann Mercedes-Benz         | Bertele - Bahl                          | Auinger - Wehrlin                         | Kröpfel - Anzini                | ---------                               |
| 1993 | Stark - Kirschner                    | Datzberger R.                   | Bormann - Bormann Mercedes-Benz         | Bertele - Bahl                          | Filip - Joklík LIAZ                       | Kröpfel - Anzini                | ---------                               |
| 1994 | Bülles W.                            | Auinger - Wehrlin               | Bormann - Bormann Mercedes-Benz         | Bertele - Stark IVECO                   | Langenberg - Gemeren                      | Kröpfel - Anzini                |                                         |
| 1995 | Bülles - Brink Bülles Trial-Mog      | Filip - Záleský ŠKODA LIAZ AWS  | Bormann - Bormann Mercedes-Benz         | Leopold - Gemik ÖAF                     | R.Reicher sen. - Medwed ZIL               | Schuilenburg - Jacobi           | Christiansen - Nilsson Tatra 813 8x8    |
| 1996 | Bülles - Brink                       | Rauber                          | Bormann - Bormann Mercedes-Benz         | Leopold - Emmerich                      | Langenberg - Flamm                        | Bitzer - Aigner                 | Kampschreur - ???                       |
| 1997 | Bülles - Fritzen                     | Rauber                          | Bormann - Bormann Mercedes-Benz         | Cacák - Fišer Praga UV 80               | Langenberg - Flamm                        | Kröpfel - Anzini                | Kampschreur - Bratt                     |
| 1998 | A.Hellgeth - J.Hellgeth Werner UK 52 | Auinger - Holub Ural-4320       | Bormann - Bormann Mercedes-Benz         | Cacák - Bernášek Praga UV 80            | Langenberg - Flamm Gamma-Goat             | Bertele - Hermann Iveco         | Kampschreur - Aalders Tatra 813         |
| 1999 | Blodau - Stiegelbauer Unimog-Spezial | Auinger - Holub Ural-4320       | Heidenreich - Heidenreich Mercedes-Benz | D.Baum - T.Baum Mercedes-Benz           | Langenberg - Flamm Gamma-Goat             | Kröpfel - Anzini Steyr          | Kampschreur - Aalders Tatra 813         |
| 2000 | Bülles - Enders Bülles Trial-Mog     | Auinger - Holub Ural-4320       | Aerts - Glabus Mercedes-Benz            | Ribault - Poupounot Mercedes-Benz       | Heidenreich - Heidenreich Mercedes-Benz   | Orsik - Kniga MAZ-6317          | Bormann - Bormann MAN                   |
| 2001 | Bülles - Enders Bülles Trial-Mog     | Auinger - Holub Ural-4320       | Rauber - Regenbrecht Mercedes-Benz      | Kottkamp - Kottkamp Mercedes-Benz       | Heidenreich - Heidenreich Mercedes-Benz   | Orsik - Kniga MAZ               | Kampschreur - Aalders Tatra 813         |
| 2002 | Blodau - Gruber Unimog-Spezial       | Auinger - Holub Ural-4320       | Brauwers - Marx Mercedes-Benz           | Kottkamp - Kottkamp Mercedes-Benz       | Heidenreich - Heidenreich Mercedes-Benz   | Kniazev - Bolotov Ural-4320     | Jmaev - Petelin Ural-5323               |
| 2003 | Franquesa - Bea Prototyp Unirover    | Auinger - Holub Ural-MAN-4320   | Brauwers - Marx Mercedes-Benz           | Alfers - Kaßen Mercedes-Benz            | R.Reicher jun. - Medwed ZIL-131           | Kröpfel - Anzini Steyr          | Heidenreich - Heidenreich Mercedes-Benz |
| 2004 | Vavrik - Fritsch Jolly Jumper        | Funke - Henhapl Ural-4320 Proto | Brauwers - Renner Mercedes-Benz         | R.Kaßen - Grafe Mercedes-Benz           | Muth - Muth Steyr                         | Niedergesäß - Niedergesäß Iveco | Heidenreich - Heidenreich Mercedes-Benz |
| 2005 | Vavrik - Vavrik Prototyp Unirover    | Auinger - Auinger Ural-MAN-4320 | Brauwers - Müller Mercedes-Benz         | R.Kaßen - Grafe Mercedes-Benz           | R.Reicher jun. - Medwed Magirus-Deutz     | Borzym - Seidl Ural             | HS Schoch Team MAN                      |
| 2006 | Franquesa - Bea Prototyp Unirover    | Funke - Zöhrer Ural-4320        | Brauwers - Czoelder Mercedes-Benz       | R.Kaßen - Grafe Mercedes-Benz           | Tiefenthaler - Tiefenthaler Mercedes-Benz | Borzym - Seidl Ural             | Reicher - Höller Mercedes-Benz          |
| 2007 | Franquesa - Bea Prototyp Unirover    | Auinger - Auinger Ural-MAN-4320 | Töpfer - Heyde Mercedes-Benz            | Čáp - Švanda Avia                       | Tiefenthaler - Tiefenthaler               | Anzini - Huemer Steyr           | Budde - Müller Mercedes-Benz            |
| 2008 | Schlager - Sedlak Jolly Jumper       | Henhapl - Zöhrer                | Töpfer - Heyde Mercedes-Benz            | Heidenreich - Heidenreich Mercedes-Benz | Sedro - Lecko Star 266                    | Anzini - Huemer Steyr           | Reicher - Resch Mercedes-Benz           |
| 2009 | Bülles - Enders Trialmog             | Team HERO                       | Team Mini Mog Mercedes-Benz             | Pražák - Vodička Mercedes-Benz          | SEDRO Team Star 266                       | Team Borzym Ural                | HS Schoch Team MAN                      |
| 2010 | Bülles - Enders Trialmog             | Funke Vital Line Ural-4320      | Team Manent Mercedes-Benz               | Pražák - Vodička Mercedes-Benz          | Team Heidenreich Mercedes-Benz            | Team Borzym Ural                | Team Engelbändiger Mercedes-Benz        |
| 2011 | Unimog Mania Team Mercedes-Benz      | Team Auinger MAN Prototyp 4320  | Team Manent Mercedes-Benz               | Pražák - Vodička Mercedes-Benz          | Team Heidenreich Mercedes-Benz            | Team Alsace Mercedes-Benz       | HS Schoch Team MAN                      |
| 2012 | Funke Jung and Funky Ural-4320       | Funke Jung and Funky Ural-4320  | 4x4 Aupitz II Mercedes-Benz             | Pražák - Vodička Mercedes-Benz          | Fuchs - Fuchs                             | Team Borzym Ural                | HS Schoch Team MAN                      |

|      | Kategorie II                                 | Kategorie III                                | Kategorie IV                                 | Kategorie Proto                              |
| ---- | -------------------------------------------- | -------------------------------------------- | -------------------------------------------- | -------------------------------------------- |
| 2013 | Heidenreich U./Alfers J. (D)                 | Truck Sport Borzym (D)                       | HS-Schoch Truck Trial Team (D)               | KVK-Racing (A)                               |
| 2014 | Team Kabourek (CZ)                           | Truck Sport Borzym (D)                       | HS-Schoch Truck Trial Team (D)               | KVK-Racing (A)                               |
| 2015 | 4×4 Aupitz II (D)                            | Truck Sport Borzym (D)                       | HS-Schoch Truck Trial Team (D)               | Team Manent-Cellier (F)                      |
| 2016 | Racing Team Avia Future (CZ)                 | Truck Sport Borzym (D)                       | HS-Schoch Truck Trial Team (D)               | KVK-Racing (A)                               |
| 2017 | Racing Team Avia Future (CZ)                 | Truck Sport Borzym (D)                       | HS-Schoch Truck Trial Team (D)               | KVK-Racing (A)                               |
| 2018 | Racing Team Avia Future (CZ)                 | BFS Trucksport Team (D)                      | Truck Trial Team Reicher (A)                 | Fans On The Road (A)                         |
| 2019 | Racing Team Avia Future (CZ)                 | BFS Trucksport Team (D)                      | HS-Schoch Truck Trial Team (D)               | Team Manent-Cellier (F)                      |
| 2020 | Wegen Corona gab es 2020 keine Meisterschaft | Wegen Corona gab es 2020 keine Meisterschaft | Wegen Corona gab es 2020 keine Meisterschaft | Wegen Corona gab es 2020 keine Meisterschaft |
| 2021 | Racing Team Avia Future (CZ)                 | Team Heidenreich Trucksport (D)              | HS-Schoch Truck Trial Team (D)               | KVK-Racing (A)                               |
| 2022 | MINIMOG (F)                                  | Truck Sport Borzym (D)                       | HS-Schoch Truck Trial Team (D)               | Team JCCMog (F)                              |
| 2023 | MINIMOG (F)                                  | Team Koren (A)                               | Truck Trial Team Reicher (A)                 | Truck-Trial Team Funke #Ural (A)             |
| 2024 | Team Heidenreich Trucksport 4x4 (D)          | Truck Sport Borzym (D)                       | HS-Schoch Hardox Truck Trial Team (D)        | Team JCCMog (F)                              |

### Internationale Truck-Trial-Meisterschaft
Die Internationale Truck Trial Meisterschaft ist eine Meisterschaft des TTCD e. V., die Mitglied im DMV ist. Sie wurde im Jahr 2011 gegründet und fand 2012 das erste Mal statt.

#### ITTM Ehrentafel
|      | P1                                           | P2                                           | S1                                           | S2                                           | S3                                           | S4                                           | S5                                           |
| ---- | -------------------------------------------- | -------------------------------------------- | -------------------------------------------- | -------------------------------------------- | -------------------------------------------- | -------------------------------------------- | -------------------------------------------- |
| 2012 | Trialmog Team Bülles                         | Truck Trial Team Jacháček                    | 4x4 Aupitz II                                | Mr. Q                                        | S.O.S. GAZ 66 Team                           | TTT Tatra Stanek                             | HK's Engelbändiger                           |
| 2013 | ---------                                    | Truck Trial Team Jacháček                    | 4x4 Aupitz II                                | Truck Trial Team Bössel                      | BVS-Team Seehausen                           | Truck Trial Team Lindemann                   | HK`s Engelbändiger                           |
| 2014 | ----------                                   | Truck Trial Team Jacháček                    | 4x4 Aupitz II                                | Truck Trial Team QP                          | GAZ Team Chemnitz                            | ZIL TTT Chemnitz                             | HK`s Engelbändiger                           |
| 2015 | UNIMOG-MANIA                                 | VILI Mek                                     | 4x4 Aupitz II                                | HSK I                                        | S.O.S. GAZ 66 Team                           | ZIL TTT Chemnitz                             | HK`s Engelbändiger                           |
| 2016 | Team JCCMOG                                  | VILI Mek                                     | 4x4 Aupitz II                                | MH Trucksport                                | GAZ Team Chemnitz                            | ZIL TTT Chemnitz                             | HK's Engelbändiger                           |
| 2017 | ----------                                   | VILI Mek                                     | FahlbuschMogSport – FaMoS II                 | 4x4 Aupitz II                                | BVS-Team Seehausen                           | ZIL TTT Chemnitz                             | HK's Engelbändiger                           |
| 2018 | ----------                                   | VILI Mek                                     | FahlbuschMogSport – FaMoS II                 | 4x4 Aupitz II                                | GAZ Team Chemnitz                            | ZIL TTT Chemnitz                             | HK's Engelbändiger                           |
| 2019 | ----------                                   | VILI Mek                                     | Truck Trial Team QP                          | 4x4 Aupitz II                                | TTT Ettersberg                               | ZIL TTT Chemnitz                             | HK's Engelbändiger                           |
| 2020 | Wegen Corona gab es 2020 keine Meisterschaft | Wegen Corona gab es 2020 keine Meisterschaft | Wegen Corona gab es 2020 keine Meisterschaft | Wegen Corona gab es 2020 keine Meisterschaft | Wegen Corona gab es 2020 keine Meisterschaft | Wegen Corona gab es 2020 keine Meisterschaft | Wegen Corona gab es 2020 keine Meisterschaft |
| 2021 | Wegen Corona gab es 2021 keine Meisterschaft | Wegen Corona gab es 2021 keine Meisterschaft | Wegen Corona gab es 2021 keine Meisterschaft | Wegen Corona gab es 2021 keine Meisterschaft | Wegen Corona gab es 2021 keine Meisterschaft | Wegen Corona gab es 2021 keine Meisterschaft | Wegen Corona gab es 2021 keine Meisterschaft |
| 2022 | ----------                                   | VILI Mek                                     | FahlbuschMogSport – FaMoS                    | 4x4 Aupitz II                                | GAZ Team Chemnitz                            | Team Bodensee                                | V12 Fahrspass                                |
| 2023 | ----------                                   | VILI Mek                                     | FahlbuschMogSport – FaMoS                    | 4x4 Aupitz II                                | TTT Ettersberg                               | Team Bodensee                                | Offroad Landsberg                            |
| 2024 | ----------                                   | VILI Mek                                     | 4x4 Aupitz II                                | ----------                                   | Truck Team Elstertal                         | ZIL TTT Chemnitz                             | Offroad Landsberg                            |

## Klassen
Die Einteilung in Klassen erfolgt in der Hauptsache anhand der Kriterien Spurweite und Radstand sowie ob es sich um serienmäßige bzw. seriennahe Fahrzeuge handelt (Klassen S1–S5). Fahrzeuge, die nicht serienmäßig oder seriennah sind, werden in die Prototypenklassen P1 und P2 eingeteilt.

### Serienmäßig oder seriennah

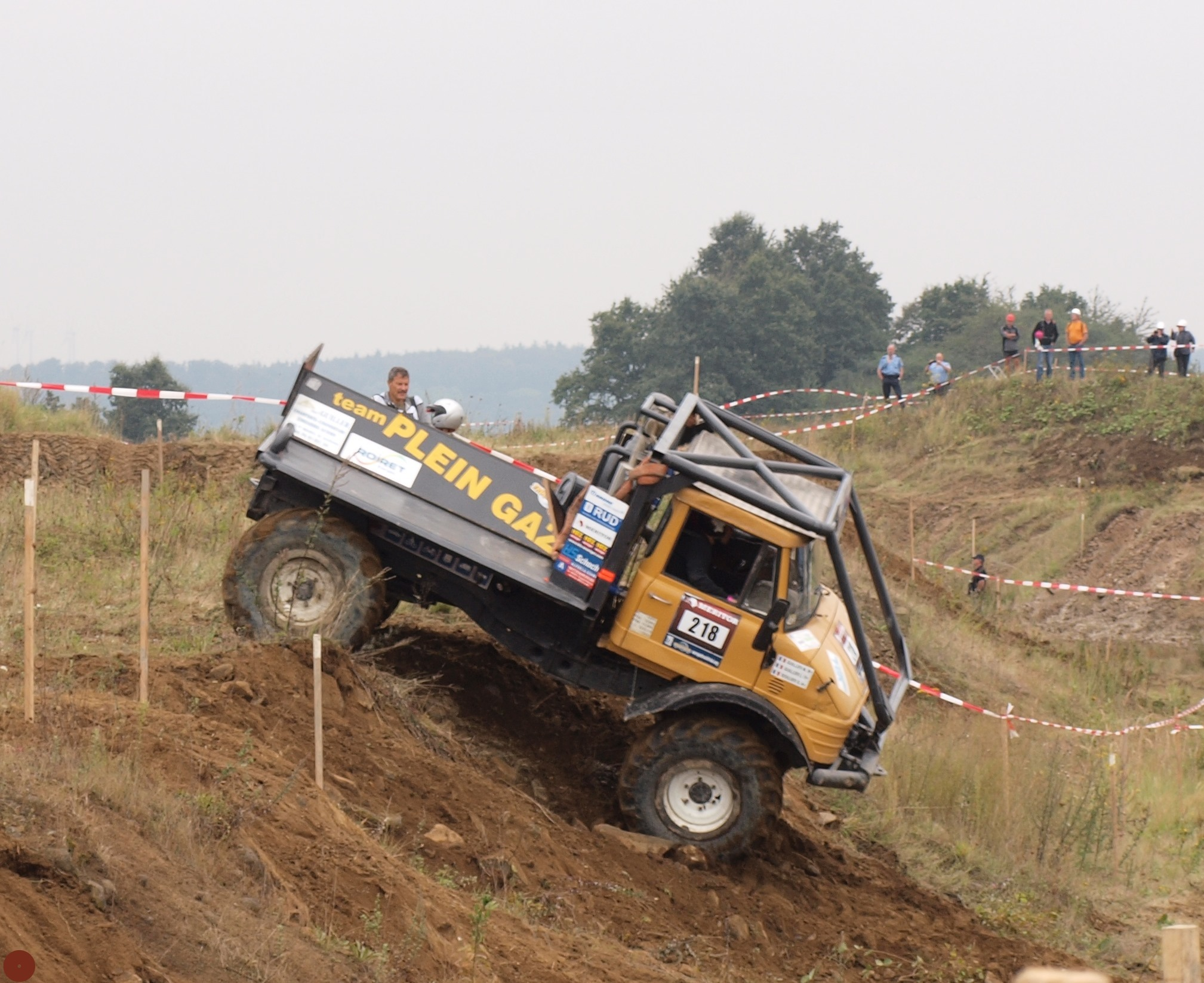
Ein kleiner Unimog beim Truck-Trail-Wettbewerb auf dem Gelände der steinexpo 2014

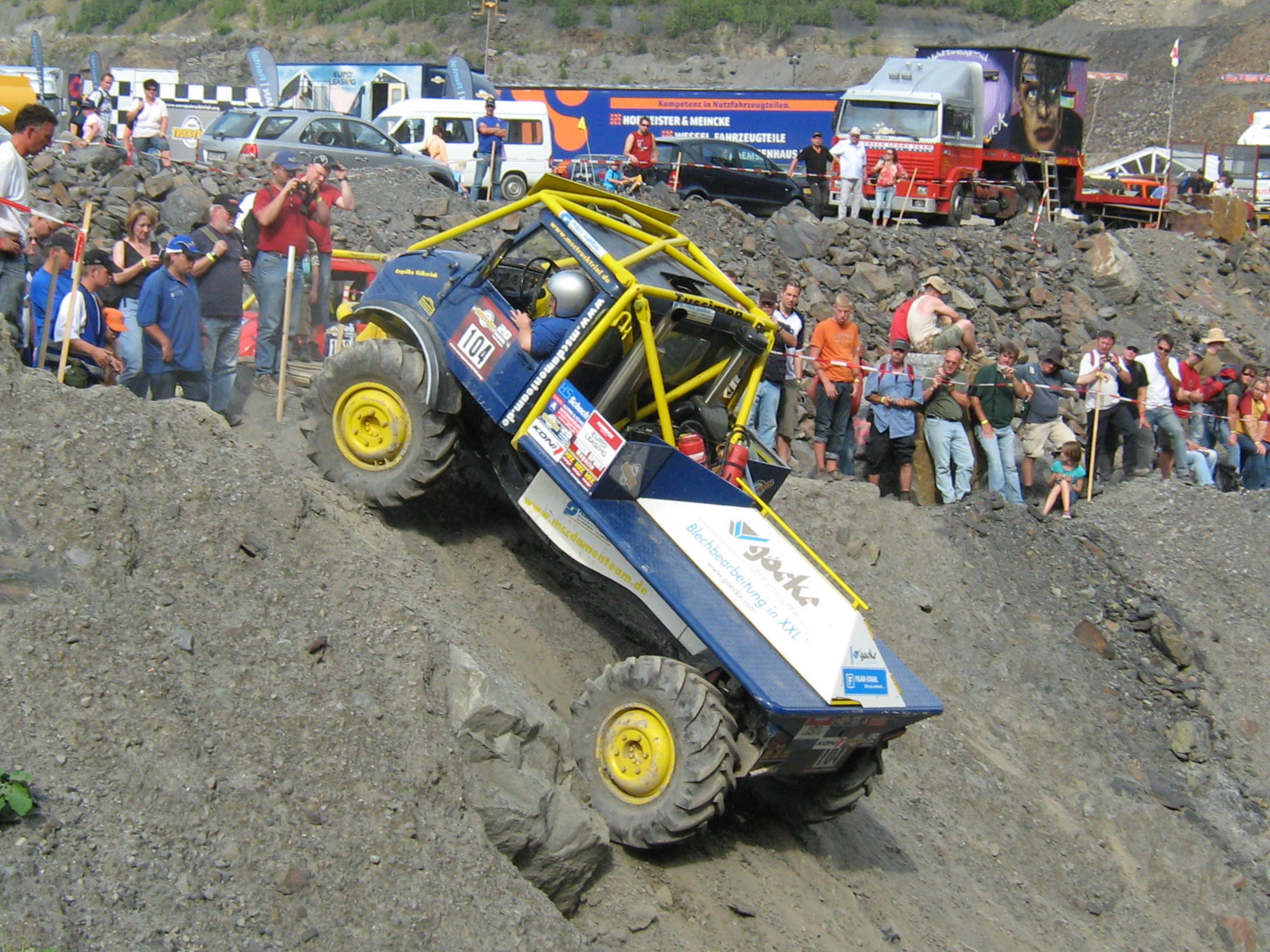
Truck-Trial-Unimog

- S1: z. B. kleine Unimog 406 mit kurzem Radstand
- S2: z. B. große Unimog 416 mit langem Radstand
- S3: z. B. IFA W50 LA – große 2-3 Achser
- S4: z. B. Tatra 813 6x6 – 3 Achser
- S5: z. B. Tatra 813 8x8 – große 4 Achser

### Prototypen
- P1: Fahrzeuge ähnlich Klasse S1
- P2: Fahrzeuge mit größeren Radständen und Spurweiten als P1

## Reglement
Beim Truck Trail wird ein Parcours genannt Sektion in einem vorgegebenen maximalen Zeitlimit gefahren. In den meisten Fällen ist diese Zeit ausreichend und wird deutlich unterschritten.
In den Sektionen sind einzelne Tore gesteckt, wobei die linke Torstange in Fahrtrichtung weiß markiert ist. Die Teilnehmer können sich eine eigene Reihenfolge der Tore in der Sektion aussuchen und diese dann möglichst fehlerfrei fahren. Dabei ist nur zu beachten, dass durch das Eingangstor eingefahren wird und durch das Ausgangstor die Sektion wieder verlassen wird.
Für Fahrtrichtungswechsel, Berührungen der Torstangen sowie der Bande, Brechen einer Torstange, dem falschen Durchfahren eines Tores, das Auslassen eines Tores und der Überschreitung des Zeitlimits gibt es Strafpunkte. Das Team in seiner Klasse mit den wenigsten Strafpunkten am Ende eines Wettkampfwochenendes wird der Sieger des Laufes und sammelt dadurch Meisterschaftspunkte.

### Übersichtstabelle der Strafpunkte
| Strafpunkte | Beschreibung |
| ----------- | --- |
| 3           | Fahrtrichtungswechsel durch Fahren, Rollen oder Rutschen von mehr als 10 cm |
| 100         | Für je 10 Richtungswechsel zwischen zwei Toren. Ab dem 11. Richtungswechsel. (also der 10., der 20.,...) |
| 8           | Berühren einer Torstange oder der Absperrung mit einem Teil des Fahrzeuges. Eine Torstange gilt, solange kein Fahrtrichtungswechsel vorliegt, als nur einmal berührt, auch wenn das Fahrzeug die Stange mehrmals berührt.                      |
| 20          | Torstange umgefahren, auch durch indirekte Einwirkung des Fahrzeuges z. B. durch Geröll, Baumstamm o. ä. (Stange muss an mindestens zwei Punkten aufliegen, oder von einem Rad Überrollt sein oder von mindestens einer Achse überfahren sein) |
| 20          | jedes in falscher Richtung durchfahrene Tor, mit Ausnahme der Tore mit Sondermarkierungen |
| 20          | jedes zum zweiten Mal in richtiger Richtung durchfahrene Tor, mit Ausnahme der Tore mit Sondermarkierungen |
| 20          | jedes durchfahrene Tor einer anderen Klasse |
| 20          | Abbrechen einer Torstange, auch durch indirekte Einwirkung des Fahrzeuges z. B. durch Geröll, Baumstamm o. ä. (sichtbarer Bruch) |
| 20          | Berühren von Torstangen bzw. der Absperrung aus dem Fahrerhaus heraus |
| 20          | nicht rechtzeitig startbereit |
| 80          | jedes nicht durchfahrene Tor |
| 100         | für Teams im Doppelstart, welche die Sektion mit falscher Startnummer befahren |
| 50          | für Teams, die auf Grund von Reparaturen nachstarten |
|             | |
| 40 + 80     | x Anzahl der nicht durchfahrenen Tore bei: |
| 40 + 80     | länger als 3 min. Stehen |
| 40 + 80     | Befahren der Sektion ohne aufgesetzten oder geschlossenen Helm bzw. angelegten Sicherheitsgurt, ab dem Zeitpunkt an welchem der Verstoß durch den Kommissar bemerkt wurde (Abbruch)                                                            |
| 40 + 80     | Öffnen oder Ablegen von Sicherheitsgurt oder Helm |
| 40 + 80     | Aufgabe in der Sektion (gilt erst nach Bestätigung durch den Kommissar) |
| 40 + 80     | Absperrband zerreißen, auch durch indirekte Einwirkung des Fahrzeuges z. B. durch Geröll, Baumstamm o. ä. |
| 40 + 80     | Abbruch durch den Kommissar nach Überschreiten der Maximalzeit |
| 40 + 80     | Absperrstange umfahren (siehe Torstange) |
| 40 + 80     | Absperrstange abbrechen (siehe Torstange) |
|             | |
| 150 + 80    | x Anzahl der nicht durchfahrenen Tore bei: Verweigern |
| 100         | Bei Nichtbefolgen von Anweisungen der Sportkommissare bzw. Nichteinhalten von Reglementpunkten |

## Einzelnachweis
- Bericht über den 1. Elektro Truck Trial LKW; abgerufen am 11. März 2023